# AXN Asia
AXN Châu Á (tên dây dù: AXN Asia) là một kênh truyền hình trả tiền thuộc sở hữu bởi Sony Pictures Television chính thức ra đời với KC Global Media vào tháng 1 năm 2020.

## Chương trình
AXN chủ yếu phát sóng các chương trình từ Mỹ và Vương quốc Anh (bao gồm các chương trình được chọn do Sony Pictures Television sản xuất/phân phối), với các tập mới được phát sóng cùng ngày sau khi phát sóng tại Mỹ. Kênh này cũng phát sóng chương trình gốc dành riêng cho khán giả Đông Nam Á, cũng như các bộ phim từ các hãng phim của Sony (Columbia và Tristar) và các hãng phim Hollywood khác.